# Austronésiens
Pour les articles homonymes, voir Austronésien.

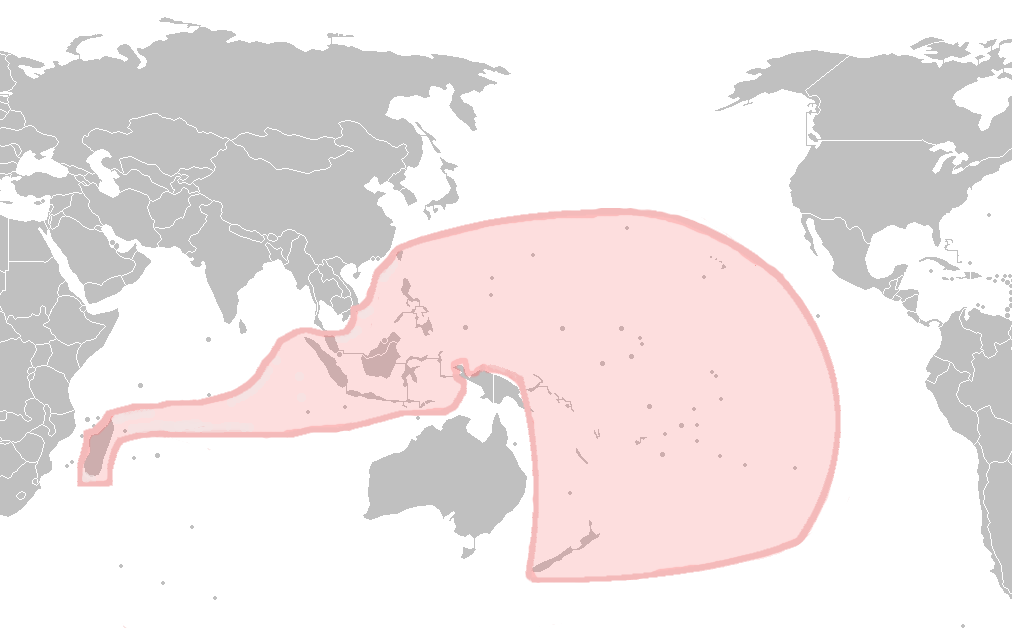
Carte de la répartition actuelle des langues austronésiennes.

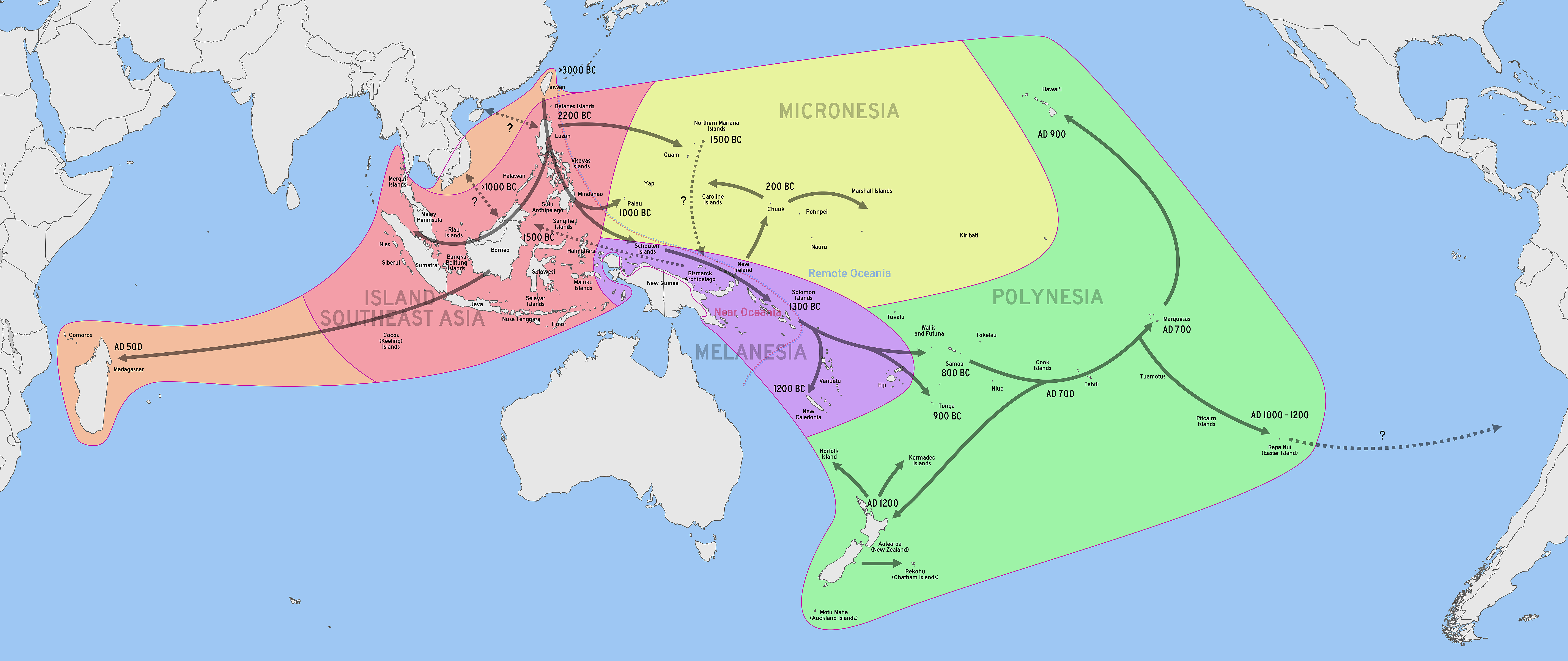
Chronologie de la dispersion austronésienne.

On appelle Austronésiens les membres des populations parlant des langues austronésiennes.
Un usage plus ancien est celui de malayo-polynésiens, mais aujourd’hui, l’expression « langues malayo-polynésiennes » ne désigne plus que l'une des branches de la famille austronésienne, quoique de loin la plus nombreuse (1 248 langues sur un total de 1 268 langues austronésiennes). Parfois, on a aussi utilisé le terme de « nusantarien » (de nusantara, ancien mot javanais signifiant « îles de l’extérieur », qui désignait à l'origine les îles de l’archipel indonésien autres que Java), ou encore celui d' « extra-formosien ».
Les Austronésiens sont arrivés à Taïwan depuis la Chine continentale et la culture de Hemudu, située dans la baie de Hangzhou vers -7000,; cette culture présente des similarités avec les cultures insulaires de Taïwan. Plus anciennement encore, comme l'a montré linguistiquement Laurent Sagart, en exhibant aussi des corrélats archéologiques et génétiques, les Austronésiens devaient former une unité avec les populations proto-sino-tibétaines, dans un ensemble appelé « STAN », pour « Sino-Tibétain-AustroNésien ».
Les langues austronésiennes regroupent :
1. celles aujourd’hui parlées sur l’île de Taïwan, où s'est installée la population Hemudu vers 6.000 av. J.-C. (assimilant et remplaçant les populations du Pléistocène)[2],[3] ;
2. les langues malayo-polynésiennes, parlées à l'extérieur de Taïwan, des Philippines à Madagascar, et de la Malaisie à l'île de Pâques ;
3. les langues thaï-kadai (qui a donné notamment le thaï), également issues de Taïwan.

Les proto-langues dont sont issues les familles linguistiques malayo-polynésienne et taï-kadai sont appelées respectivement le proto-malayo-polynésien (PMP) et le proto-kadaï ou AAK pour « Austronésien Ancêtre du Kadaï ». Elles sont issues d'un même groupe de langues appelé ECL pour « east coast linkage » parlé sur la côte est de Taïwan (voir ouvrage collectif interdisciplinaire The peopling of East-Asia). Les langues thaï-kadai n'ayant été rattachées aux langues austronésiennes que récemment, elles ne sont pas encore toujours citées. Mais l'austronésien sans le thaï-kadai n'est pas monophylétique.

## Diffusion
La plupart des habitants de l’Asie du Sud-Est insulaire (Indonésie, Philippines, Malaisie) parlent des langues austronésiennes. Les Austronésiens constituent aussi des minorités en Birmanie, au Cambodge, en Chine (île de Hainan), à Taïwan, en Thaïlande, au Viêt Nam. Plus à l’est, les Austronésiens sont présents sur certaines côtes de Papouasie-Nouvelle-Guinée et dans toute l’Océanie, à l’exception notable de l’Australie. À l’ouest, on parle des langues austronésiennes à Madagascar et à Mayotte. Les langues austronésiennes s’étendent ainsi sur une aire qui va de Madagascar à l’ouest à l’île de Pâques à l’est, et de Taïwan et Hawaï au nord à la Nouvelle-Zélande au sud. La génétique linguistique, qui vise à reconstituer la filiation à travers le temps d’un ensemble de langues apparentées entre elles, tend à situer à Taïwan le berceau de ces langues.
Les Austronésiens jouent un rôle crucial dans la diffusion de plusieurs cultigènes vers l’Afrique et l’océan Indien. Parmi ces plantes, les bananes plantains (Musa AAB), le taro (Colocasia esculenta) et l’igname aquatique (Dioscorea alata) figurent parmi les premières espèces végétales qui auraient été introduites en Afrique de l'Est, facilitant ainsi le développement de l’agriculture dans des zones tropicales denses et humides.

## Origine et diffusion

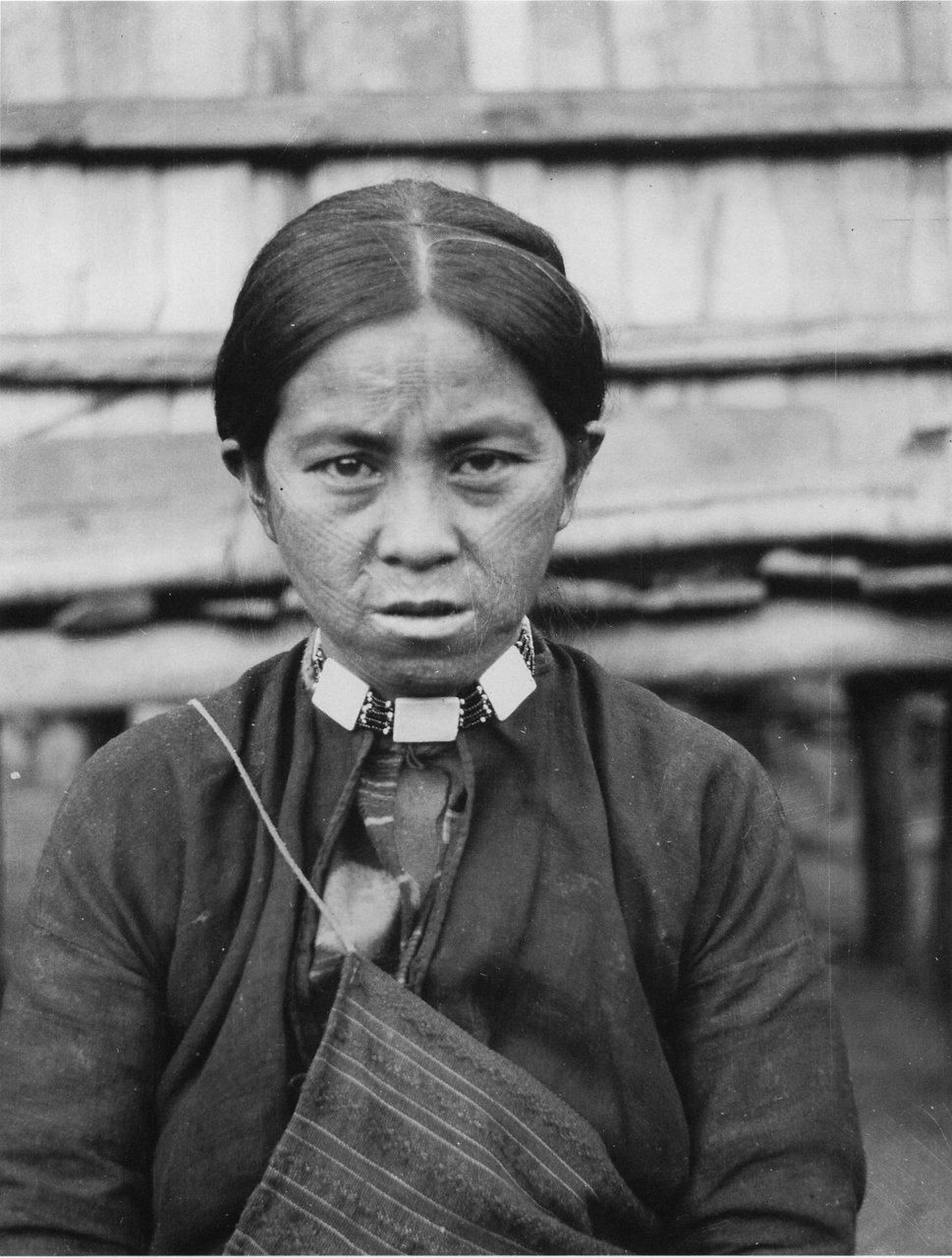
Femme atayal de Taïwan

Une étude génétique publiée en 2020 suggère que les racines profondes des locuteurs austronésiens sont originaires des populations néolithiques du sud de la Chine et datent d'au moins 8 400 ans,. Une autre recherche interdisciplinaire associant notamment archéologie, ethnobotanique et linguistique a permis de reconstituer une diffusion géographique des langues austronésiennes et de techniques agricoles. Selon la théorie dite Out of Taiwan (« sortie de Taïwan »), il y a 6 000 ans (4000 av. J.-C.), des habitants du littoral de la Chine du Sud, cultivateurs de millet et de riz, commencent à traverser le détroit pour s'installer à Taïwan. Vers 2500 av. J.-C., ces langues et ces techniques se diffusent de Taïwan vers les Philippines (voir Migrations préhistoriques vers les Philippines), puis des Philippines vers Sulawesi et Timor et de là, les autres îles de l’archipel indonésien. Vers 1500 av. J.-C., un autre mouvement mène des Philippines en Nouvelle-Guinée et au-delà, les îles du Pacifique. Enfin, autour de 500 av. J.-C., des Austronésiens colonisent Madagascar en provenance d'Indonésie.

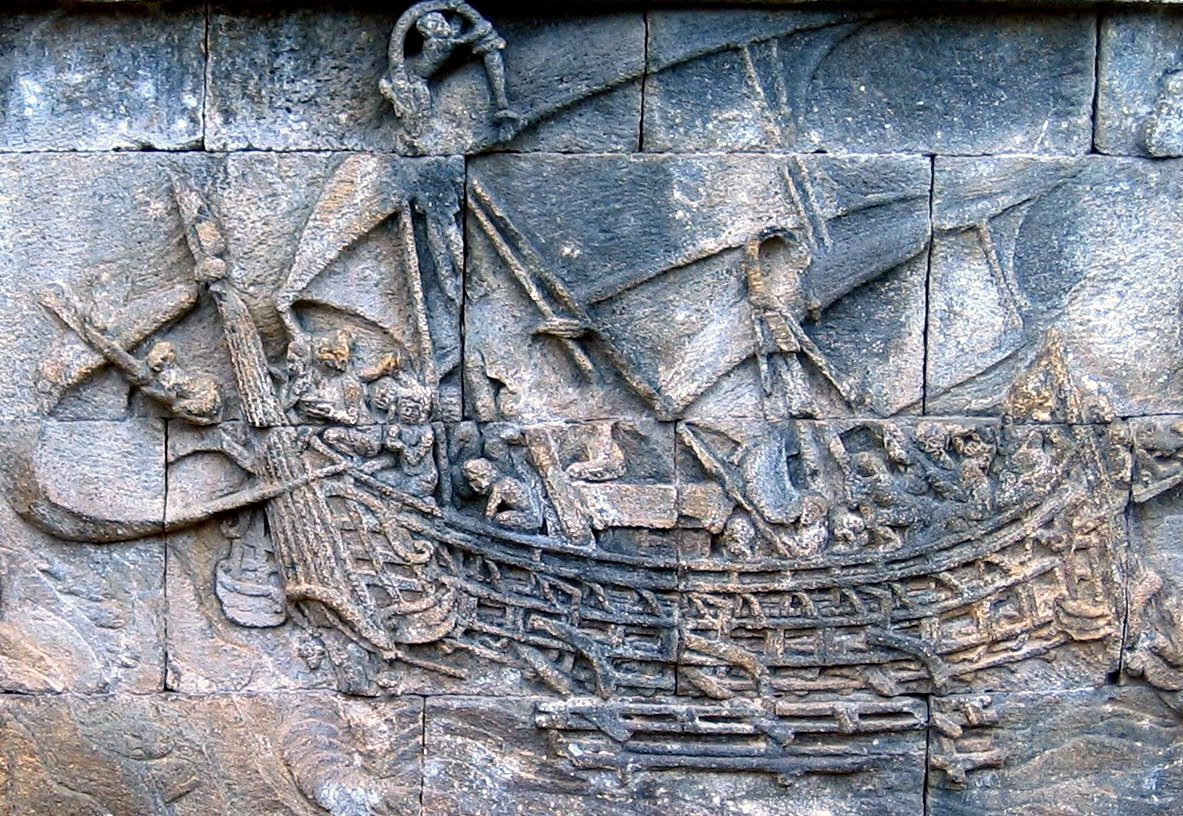
Bas-relief du temple de Borobudur (Java central, VIIIe siècle apr. J.-C.) montrant un voilier avec sa voile tanjak typique de l’ouest de l’archipel indonésien

Toutefois, la biologie ne semble pas indiquer que des migrations humaines aient systématiquement accompagné ces diffusions culturelles. Une étude sur la variation du chromosome Y menée par un groupe de biologistes conclut à un héritage paternel dans la majorité des habitants d'Indonésie et d'Océanie provenant de populations établies dans la région depuis la fin du Pléistocène, c'est-à-dire il y a plus de 10 000 ans, donc antérieurement aux migrations austronésiennes. Cette étude montre par ailleurs un apport génétique chez les Indonésiens en provenance du nord (Philippines et Taïwan) associé à des populations d'agriculteurs, donc datant du Néolithique, et postérieur à 2000 av. J.-C. Selon cette étude, tout se passe comme si les habitants de l'Océanie avaient adopté au Néolithique la langue et les techniques de populations originaires des Philippines, sans que cela se traduise par l'établissement de celles-ci dans la région. En revanche, des populations venues du nord se seraient établies en Indonésie, sans doute moins densément peuplée au Néolithique.
Des inscriptions javanaises et des textes arabes montrent qu’au IXe siècle, Java, et sans doute d'autres parties de l'Indonésie actuelle, entretenaient des échanges commerciaux avec l'océan Indien et la côte est de l'Afrique. Ainsi un capitaine persan, Ibn Shahriyar, dans son Livre des merveilles de l'Inde, rapporte le témoignage d’un marchand arabe du nom d'Ibn Lakis qui en 945, voit arriver sur la côte du Mozambique « un millier d’embarcations » montées par des Waq-Waq qui viennent d'îles « situées en face de la Chine » chercher des produits et des esclaves Zeng, c’est-à-dire Zenj, nom sous lequel les Arabes désignaient à l'époque les habitants de la côte est de l'Afrique.

## Navigation

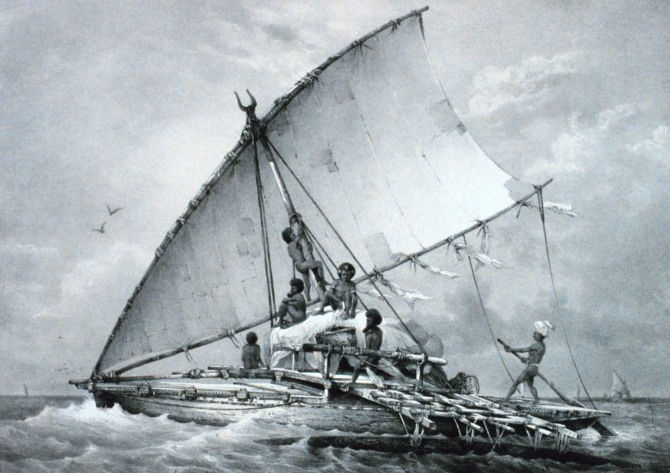
Exemple de multicoque mélanésien (1842)

La colonisation de grandes zones géographiques, telles que la Micronésie, la Mélanésie et la Polynésie avec des îles souvent séparées par plusieurs centaines de kilomètres de haute mer, peut s’expliquer par l’emploi de pirogues à balancier pouvant atteindre plusieurs dizaines de mètres de long et transporter familles et animaux domestiques. Il semble ainsi que les étapes chronologiques de la diffusion des populations austronésiennes d’abord aux Philippines et en Indonésie, puis dans les océans Pacifique et Indien, soient à mettre en corrélation avec l’évolution des moyens et des techniques de navigation (évolution de la voile et de la pirogue, invention du balancier, catamaran, prao, etc.).

## Familles linguistiques austronésiennes
La famille austronésienne est une famille de langues importante dans le monde représentant 4,5% de la population totale. Cette famille se sépare en plusieurs sous-familles :
- Les langues formosanes sont les langues aborigènes actuelles de Taïwan fragmentées en une vingtaine d’idiomes.
- Les langues malayo-polynésiennes réparties en trois groupes : 
  - le groupe malayo-polynésien occidental aussi appelé « groupe indonésien » est composé des Philippines, de l'Indonésie et de Madagascar.
  - le groupe malayo-polynésien central est composé d'environ 120 langues parlées aux îles Moluques et dans l'île de Timor, dont de nombreuses sont en voie d'extinction.
  - le groupe malayo-polynésien oriental divisé en deux sous-groupes de langues : 
    - les langues océaniennes forment un sous-groupe de langues parlées dans les îles de l'océan Pacifique par moins de 3 millions d'individus. Cette catégorie est à nouveau sous-divisée en trois ensembles de langues majoritaires :
      - les langues mélanésiennes,
      - les langues polynésiennes,
      - les langues micronésiennes.

    - les langues du sud de l'île d'Halmahera et de l'ouest de la Nouvelle-Guinée. Ce sous-groupe contient environ 40 langues parlées par moins de 150 000 locuteurs.